# Athletic Club Sparta Praha fotbal 2015-2016
Questa voce raccoglie le informazioni riguardanti l'Athletic Club Sparta Praha fotbal nelle competizioni ufficiali della stagione 2015-2016.

## Stagione
Lo Sparta Praga finisce nuovamente alle spalle del Viktoria Plzeň, unico club in grado di sconfiggere i praghesi in casa in campionato. In Coppa della Repubblica Ceca il tecnico Ščasný non va oltre le semifinali perse contro lo Jablonec (4-1), uscendo anticipatamente anche dalla UEFA Champions League, al terzo turno preliminare, contro il CSKA Mosca (5-4).
Lo Sparta Praga si avventura in Europa League superando gli svizzeri del Thun ai play-off e accedendo alla fase a gironi. Inserita in un raggruppamento abbastanza agevole comprendente Schalke 04, Asteras Tripolīs e APOEL, la formazione ceca passa il turno da imbattuta e al secondo posto nel gruppo. Trascinato dai gol di David Lafata e dalle giocate di Bořek Dočkal, nella fase a eliminazione diretta, Ščasný estromette il Krasnodar (4-0) e, a sorpresa, la Lazio (4-1), fermandosi ai quarti di finale, sconfitto due volte dagli spagnoli del Villarreal (6-3). Dočkal è il secondo miglior assist-man dell'edizione europea con 5 vincenti dietro al solo Denis Suárez (6).

## Calciomercato
La stagione di calciomercato presenta l'arrivo a Praga di Fatai per mezzo milione (dall'Astra Giurgiu), di Zahustel per € 450.000 (dal Mladá Boleslav) e del portiere Koubek per € 300.000 (dalla Dynamo Ceske Budejovice). Partono Josef Hušbauer, diretto ai rivali dello Slavia Praga (in cambio di € 0,6 milioni) e Pavel Kadeřábek, finito ai tedeschi dell'Hoffenheim per tre milioni e mezzo di euro.

## Rosa
| N. |                           | Ruolo | Calciatore              |
| -- | ------------------------- | ----- | ----------------------- |
| 1  | Rep. Ceca (bandiera)      | P     | Marek Štěch             |
| 2  | Rep. Ceca (bandiera)      | D     | Ondřej Mazuch           |
| 5  | Rep. Ceca (bandiera)      | D     | Jakub Brabec            |
| 6  | Rep. Ceca (bandiera)      | C     | Lukáš Vácha             |
| 7  | Nigeria (bandiera)        | A     | Kehinde Fatai           |
| 8  | Rep. Ceca (bandiera)      | C     | Marek Matějovský        |
| 9  | Rep. Ceca (bandiera)      | C     | Bořek Dočkal            |
| 11 | Rep. Ceca (bandiera)      | C     | Lukáš Mareček           |
| 13 | Rep. Ceca (bandiera)      | C     | Martin Matoušek         |
| 14 | Rep. Ceca (bandiera)      | C     | Martin Frýdek           |
| 15 | Rep. Ceca (bandiera)      | A     | Radoslav Kováč          |
| 16 | Rep. Ceca (bandiera)      | C     | Ondřej Zahustel         |
| 17 | Germania (bandiera)       | D     | Markus Steinhöfer       |
| 18 | Costa d'Avorio (bandiera) | C     | Tiémoko Konaté          |
| 21 | Rep. Ceca (bandiera)      | A     | David Lafata (capitano) |

| N. |                      | Ruolo | Calciatore       |
| -- | -------------------- | ----- | ---------------- |
| 23 | Rep. Ceca (bandiera) | C     | Ladislav Krejčí  |
| 24 | Rep. Ceca (bandiera) | C     | Petr Jiráček     |
| 25 | Rep. Ceca (bandiera) | C     | Mario Holek      |
| 26 | Zimbabwe (bandiera)  | D     | Costa Nhamoinesu |
| 27 | Rep. Ceca (bandiera) | P     | Miroslav Miller  |
| 30 | Rep. Ceca (bandiera) | A     | Lukáš Juliš      |
| 32 | Rep. Ceca (bandiera) | A     | Josef Šural      |
| 33 | Rep. Ceca (bandiera) | C     | Milan Kadlec     |
| 34 | Rep. Ceca (bandiera) | D     | Milan Piško      |
| 35 | Rep. Ceca (bandiera) | P     | David Bičík      |
| 51 | Rep. Ceca (bandiera) | D     | David Březina    |
| 52 | Rep. Ceca (bandiera) | C     | Daniel Köstl     |
| 72 | Rep. Ceca (bandiera) | C     | Michal Sáček     |
| -  | Rep. Ceca (bandiera) | A     | David Čapek      |